# Liste der Wiener Parks und Gartenanlagen/Margareten
Diese Liste umfasst jene Parks und Gartenanlagen, die sich im 5. Wiener Gemeindebezirk Margareten befinden und einen Namen tragen:
| Name                   | Bild | Standort                                                                    | Jahr der Errichtung          | Benannt nach                                                                            | Fläche in m² | Bauten                     | Kunstobjekte | Naturdenkmäler | Anmerkungen |
| ---------------------- | ---- | --------------------------------------------------------------------------- | ---------------------------- | --------------------------------------------------------------------------------------- | ------------ | -------------------------- | --- | -------------- | --- |
| Bacherpark             |      | Bacherplatz Koordinaten                                                     | 1871 (Benennung des Platzes) | Leopold Bacher (1793–1869), bürgerlicher Lust- und Ziergärtner sowie Armenrat           | 6.000        |                            | |                | |
| Bruno-Kreisky-Park     |      | zwischen Rechter Wienzeile und Schönbrunner Straße Koordinaten              | 1908                         | Bruno Kreisky                                                                           | 10.300       | Hundsturmer Kapelle (1756) | Denkmal für Bruno Kreisky (Christine Pillhofer, 2006), Heiligenfiguren um die Hundsturmer Kapelle: Josef, Rochus, Florian |                | Name seit 2005, vorher St.-Johann-Park, nach einem ehemaligen Bürgerspital. Hundsturmer Kapelle und Heiligenfiguren unter Schutz |
| Einsiedlerpark         |      | Einsiedlerplatz Koordinaten                                                 | 1873 (Benennung des Platzes) | der Einsiedelei eines gewissen Matthäus Käufler (gest. 1782)                            | 7.200        |                            | |                | |
| Ernst-Arnold-Park      |      | Rechte Wienzeile Koordinaten                                                | 1993 (Benennung)             | Ernst Arnold                                                                            | 3.200        |                            | Johannes-Nepomuk-Statue (1. Viertel des 18. Jhdts.)                                                                       |                | Statue unter Schutz |
| Ernst-Lichtblau-Park   |      | Siebenbrunnengasse Koordinaten                                              | 2000 (Benennung)             | Ernst Lichtblau                                                                         | 2.430        |                            | |                | |
| Hanna-Gärtner-Park     |      | zwischen Herweghhof und Julis-Popp-Hof Koordinaten                          | 2018 (Benennung)             | Hanna Gaertner (1899–1948), Bildhauerin, Schöpferin des hier befindlichen Bärenbrunnens | 2.300        |                            | Der Bärenbrunnen (1928)                                                                                                   |                | |
| Herweghpark            |      | Margaretengürtel Koordinaten                                                | 1930 (Benennung)             | Georg Herwegh                                                                           | 5.080        |                            | |                | |
| Hundsturmpark          |      | Am Hundsturm Koordinaten                                                    | 1903                         | der ehemaligen Vorstadt Hundsturm                                                       | 4.040        |                            | |                | |
| Klieberpark            |      | Kliebergasse Koordinaten                                                    |                              | Joseph Klieber                                                                          | 3.300        |                            | |                | |
| Leopold-Rister-Park    |      | Leopold-Rister-Gasse Koordinaten                                            | 1955                         | Leopold Rister (1873–1934), Bezirksvorsteher                                            | 4.700        |                            | |                | Auf dem Gelände des Theodor-Körner-Hofes                                                                                         |
| Maria-Lassnig-Park     |      | Margaretenstraße, Ecke Grohgasse Koordinaten                                | 2024 (Benennung)             | Maria Lassnig                                                                           | 400          |                            | Skulptur Hic et nunc aus Edelstahl und Aluminium (W.M. Pühringer, 2004)                                                   |                | |
| Rosa-Janku-Park        |      | Rechte Wienzeile, bei Ramperstorffergasse Koordinaten                       | 2017 (Benennung)             | Rosa Janku (1882–1944), Widerstandskämpferin                                            | 1.100        |                            | |                | An der Hinterseite der U-Bahn-Station Pilgramgasse                                                                               |
| Ruhe- und Sinnesgarten |      | Siebenbrunnengasse Koordinaten                                              | 2006                         |                                                                                         | 1.480        |                            | |                | Allgemein zugängliche Grünfläche vor dem (unter Schutz stehenden) Haus Siebenbrunnengasse 29                                     |
| Rudolf-Sallinger-Park  |      | Hartmanngasse Koordinaten                                                   | 1969                         | Rudolf Sallinger                                                                        | 5.230        |                            | |                | Die Benennung erfolgte 2001. |
| Scheupark              |      | Bräuhausgasse Koordinaten                                                   | 2000 (Benennung)             | Josef Scheu                                                                             | 3.100        |                            | |                | Ein Teil der Anlage wird nicht gärtnerisch gepflegt und bildet die Margaretner Stadtwildnis                                      |
| Schütte-Lihotzky-Park  |      | Mittersteig Koordinaten                                                     | 1997                         | Margarete Schütte-Lihotzky                                                              | 3.800        |                            | |                | |
| Stefan-Weber-Park      |      | Margaretengürtel zwischen Schönbrunner Straße und Arbeitergasse Koordinaten | 2019 (Benennung)             | Stefan Weber                                                                            |              | einige Sportplätze         | |                | Grünstreifen zwischen den Gürtelfahrbahnen                                                                                       |
| Willi-Frank-Park       |      | Grüngasse Koordinaten                                                       |                              | Willi Frank                                                                             | 3.360        |                            | |                | |